# هوز د خاکا
هوز د خاکا (به اسپانیایی: Hoz de Jaca) یک منطقهٔ مسکونی در اسپانیا است که در استان اوئسکا واقع شده‌است. هوز دی جاکا ۱۲٫۴۵ کیلومتر مربع مساحت دارد.